# Gypsophila scorzonerifolia
Gypsophila scorzonerifolia är en nejlikväxtart som beskrevs av Nicolas Charles Seringe. Gypsophila scorzonerifolia ingår i släktet slöjor, och familjen nejlikväxter. Inga underarter finns listade i Catalogue of Life.